# 豫鄂皖邊區第二次圍剿
豫鄂皖邊區第二次圍剿，為中國第一次國共內戰時期，蔣中正所領導的國民政府對實力日益壯大的中國共產黨發動大規模軍事圍剿。主要目標是中國共產黨位於豫鄂皖三省邊境的「鄂豫皖革命根據地」（亦稱「鄂豫皖蘇區」）。時間發生於1931年春季期間。國民政府仍以10萬兵力對根據地進行第二次圍剿。4月上旬，國軍各線部隊在根據地邊緣地區清剿，並向皖西蘇區進攻。紅軍經過一個月的作戰，先後在獨山鎮、滸灣、桃花等戰鬥中取得勝利，打破國民政府的第二次圍剿。

## 戰役名稱
中華民國方面稱之為「豫鄂皖邊區圍剿」或「豫鄂皖三省邊區圍剿」，並未明確劃分次數，僅分前後兩個階段，視本次為第一階段的追剿時期；中共方面稱之為「鄂豫皖蘇區第二次反圍剿」或「鄂豫皖革命根據地第二次反圍剿」。

## 時代背景
蔣中正於1931年3月中旬就開始著手此次圍剿的部署。調集10餘萬兵力，將豫鄂皖三省邊區綏靖督辦公署由武漢遷至豫東南的潢川，以便就近指揮。鑑於上次圍剿中國軍各部行動不一致，被紅軍予以各個擊破，採用「追堵兼施」戰法，並限於5月底完全肅清豫鄂皖紅軍。

## 參戰部隊

### 國民革命軍方面
何成濬仍為武漢行營主任，李鳴鐘仍為豫鄂皖邊區綏靖督辦，國民革命軍（以下簡稱國軍）參戰部隊如下：
- 追剿部隊方面
  - 追剿部隊總指揮吉鴻昌，下轄第30師（欠一個混成旅，師長吉鴻昌）、第31師（欠一個混成旅，師長張印湘）、第33師（師長葛雲龍）
- 堵剿部隊方面
  - 第57師（附暫編第2旅宋世科部，師長岳盛宣）、新編第13師（師長夏斗寅）、第44師（師長蕭之楚）、第6師（師長趙觀濤）、第53師（師長李韞珩）、第25師（師長戴民權）及潢川、商城守備部隊（隊長李鳴鐘，兼任）、第31師之一個混成旅、第33師之一個混成旅

以上總計共有10餘個師，總兵力約10餘萬人。
作戰方針制定為依堵剿、進剿、清剿、追剿之順序，按期奮進，自立於主動地位，不受紅軍之牽制。俱體戰略為：首先進攻平漢路以東，潢川麻城之線以西地區，以黃安七里坪新集為進剿目標，以達到將紅四方面軍驅逐出鄂豫皖邊境。進剿部隊到達目地後，暫在潢川麻城羅田之線集結整理，以兩師兵力，由水路移至安慶上路，大舉東西夾擊，將紅軍壓迫至長江北岸，聚而殲之。

### 中國工農紅軍方面
中國工農紅軍（以下簡稱紅軍）由紅四方面軍應戰。

## 戰役過程
1931年4月上旬，國軍各線堵擊部隊開始在蘇區邊沿區展開清剿，皖西國軍乘紅軍主力未在，首先侵入麻埠，進往獨山，伺機進攻金家寨。紅4軍決定集中主力求殲深入皖西蘇區的國軍，4月25日，紅軍以「圍點打援」戰術，派出一部分兵力猛攻國軍的獨山據點，並以另一部設置於麻埠外圍阻擊國軍援兵，在當日一舉攻克獨山，全殲國軍1個多團，皖西各路國軍紛紛退出蘇區。
此時，國軍追剿部隊乘紅軍主力在皖西作戰之際，相繼收復新集、七里坪。但國軍深入鄂豫邊蘇區以後，因地勢險惡，處處受紅軍地方武裝的襲擾包圍之中，不敢久留，於5月上旬往西撤走，經宣化店撤回羅山。國軍重新調整部署，調集大批軍隊，準備實施第二步計劃，轉向準備合擊皖西中心的金家寨、麻埠等地，尋找紅軍主力作戰。此時紅4軍迅速西進，在滸灣殲滅國軍第53師近千人，5月下旬南向圍攻黃安、宋埠間國軍的桃花店據點，殲滅1個營大部及黃安援軍1個多營。此次先後損失近4個營，蔣中正預定5月底肅清豫鄂皖邊區紅軍的第二次圍剿宣告失敗。

## 後續
此次國軍雖未能將紅軍消滅，但仍收復了紅軍盤踞作戰之新集、七里坪、宣化店等地。第30、第31、第33各師，分別於潢川、光山等地整頓，稍作補充後，繼續向皖西方面追剿。
7月中旬，紅4軍軍長徐向前、政委曾中生為配合江西蘇區第三次反圍剿作戰，率軍部和個多團兵力，冒著酷暑，由豫南地區南下作戰，轉戰英山、薪水、羅田、廣濟等地，連克四城。殲敵7個多團，生俘5000餘人，牽制了國軍準備調往江西的部分兵力，同時擴大了地方武裝，形成了以英山為中心的新蘇區。

## 外部連結
- 劉峙：豫鄂皖邊區剿匪之役 （页面存档备份，存于）
- 萬耀煌：豫鄂皖邊區剿匪與國難 （页面存档备份，存于）